# إبراهيم العازمي
إبراهيم العازمي لاعب كرة قدم كويتي، يلعب مع نادي الشباب الكويتي كلاعب هجوم، شارك في كأس الأمير 52 مع نادي الشباب الكويتي.